# Katip Çelebi
Katip Çelebi (aussi orthographié Kâtib-Tchélébi) de son nom complet Mustafa bin Abdallah, dit aussi Kâtib-Tchélébi ou Hajji Khalifa, (février 1609, Constantinople -  6 octobre 1657, Constantinople), est un érudit musulman (alem) d'origine turque qui vécut au XVIIe siècle sous l'Empire ottoman.
Il était un véritable polymathe puisqu'il fut à la fois historien, géographe, cartographe, médecin, économiste, juriste (faqîh), théologien rationaliste (moutakallim), philosophe et exégète (moufassir).

## Biographie
Enfant, Çelebi a étudié le Coran, la grammaire arabe et la calligraphie. Fils de soldat, il entre à un très jeune âge dans l'administration de la cavalerie, où il s'initie à la comptabilité et au travail dans les archives. Il semble avoir eu peu d'intérêt pour ce travail, et guère plus pour les diverses campagnes militaires auxquelles il participa, que ce soit le matage de la révolte de Abaza ou le siège infructueux de Bagdad, tombée aux mains des Séfévides. Durant l'hiver 1629-1630, il est stationné à Alep, et il met à profit cette pause pour se rendre au pèlerinage à la Mecque. En 1635, il participe à la conquête d'Erevan par le sultan Murad IV. Ces opérations sont pour lui l'occasion de rassembler du matériel qui lui servent dans ses travaux historiques ultérieurs.
De retour de ces campagnes militaires, il reçoit un héritage qui lui permet bientôt de mener une vie plus retirée et de se consacrer aux livres, à l'étude et à l'écriture. Cependant, il poursuit alors ses tâches de fonctionnaire du gouvernement, mais en ne se rendant plus que deux jours par semaine dans les bureaux de l'administration, ce qui bloque sa carrière administrative et le prive des revenus qu'il espérait. Il faut l'intervention de puissants soutiens pour qu'il obtienne une sinécure qui lui permet de vivre sans souci financier.
Il est mort prématurément, en 1657, d’un excès de pastèque trop verte, selon l'uléma qui racheta sa bibliothèque à sa veuve. Il a laissé une autobiographie « Balance de ce qui est juste pour le choix de ce qui l’est le plus » (Mîzânü-l-hakk fî ihtiyâri-l-ahakk).
Ses surnoms de Katip Çelebi (plus ou moins « docteur gentilhomme secrétaire ») et Hajji Khalifa viennent d'ailleurs de ses fonctions et grades dans l'administration, et du fait qu'il a accompli le hajj (pèlerinage à la Mecque).
En outre, il apparaît sous ce dernier nom dans plusieurs traductions de ses ouvrages en langues d'Europe occidentale à partir de la fin du XVIIe siècle. Aujourd'hui cependant, il est plutôt connu sous le nom de Kâtib Çelebî.

## Conception du savoir
Réfléchissant aux causes de la perte de la suprématie de l'Empire ottoman face à l'Europe, il est le premier Turc à juger qu'au moins une partie de la responsabilité de cet état de fait est imputable à l'insuffisance de l'éducation musulmane traditionnelle, essentiellement orientée vers un cursus religieux défini par les oulémas. Or selon Çelebi, ces oulémas ignorent ce qu'est réellement le savoir. Et c'est ainsi qu'il estime que l'Empire passe à côté des nouveaux savoirs qui se développent en Europe, alors même qu'ils sont tout à fait compatibles avec l'islam.

## Œuvres
Çelebi est l'auteur d'au moins trente-trois livres, à côté de traités plus courts. Son œuvre la plus connue est le Kashf al-ẓunūn ʿan asāmi al-kutub wa al-funūn  (« La levée du doute dans les noms des livres et des sciences »). Cet ouvrage est son chef-d'œuvre ; il s'agit d'une encyclopédie biobibliographique en langue arabe donnant des informations sur 18 000 livres arabes, persans et turcs publiés jusqu'à son époque. Ce travail, auquel il a consacré vingt ans de sa vie, a servi de base à la Bibliothèque Orientale de Barthélemy d'Herbelot de Molainville, et il est une « source de référence indispensable (...) aux orientalistes »,.
En 1648, Çelebi entreprend la rédaction d'une ambitieuse description du monde connu qu’il intitule Cihân-nümâ (« Cosmorama » ou «Image du monde ») et qu'il poursuit jusqu'au 41e chapitre, sur le Caucase et l'Ermeniyye (Arménie). Cet ouvrage de géographie utilise pour la première fois, en Turquie, des atlas européens. La rédaction de ce livre est interrompue par la mort.
Parmi ses autres travaux : 
- Fadhlakat al-tawarikh (1639), une chronologie jusqu'en 1639, dont la liste des 1 300 sources a été perdue du manuscrit original.
- Takwim al-tawarikh, une chronologie d'Adam jusqu'en 1648, traduit en italien par Rinaldi Carlo sous le titre Cronologia historica... Venise, 1697, traduit en latin par Koehler, et en français par Antoine Galland.
- Découverte des pensées touchant les livres et les genres, précieux traité de bibliographie, publié à Leipzig par Gustave Leberecht Flügel, turc-latin, 7 volumes in-4, 1843-1858.
- Géographie, en arabe.
- Histoire de Constantinople, etc., 1732 (traduite en français par Pierre Armain[Note 1], 1743).

Il a également traduit des textes latins en coopération avec un Français converti à l'Islam, connu sous le nom de shaykh Mehmed Iklāsī : 
- Rawnak al-sultana, Historia rerum in Oriente gestarum, Francfort, 1587.
- Tariq-i-Firengi, Chronique de Jean Carrion, Paris, 1548.

On peut noter en outre son étude et sa traduction partielle de l'Atlas Minor de Gerardus Mercator et Jodocus Hondius.

## Galerie
Cartes tirées du Cihân-nümâ dans son édition de 1648. Les légendes sur les cartes sont en turc ottoman (en caractères arabes).

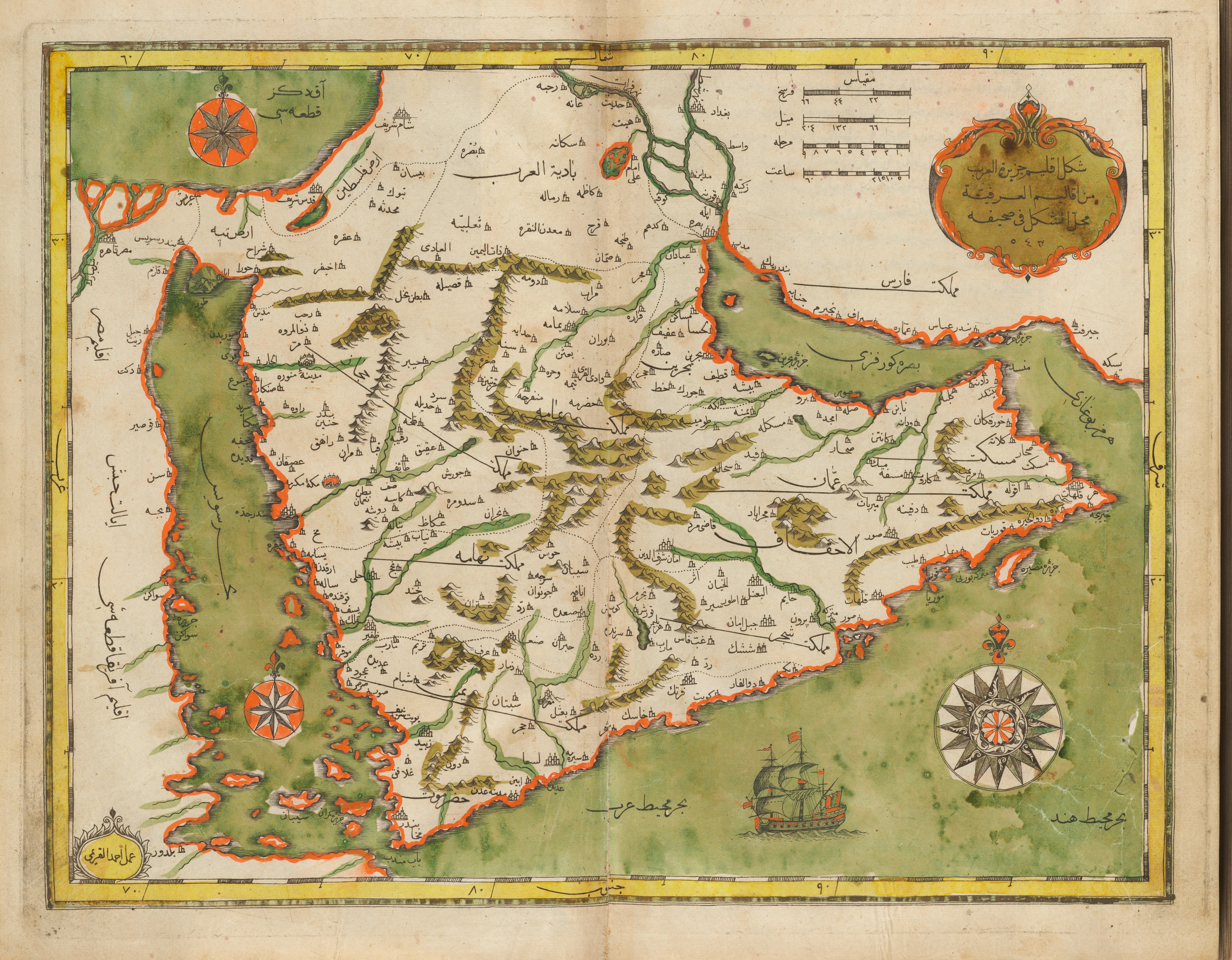
La péninsule arabique, Irak et Palestine.
La Transoxiane.
Le Japon.
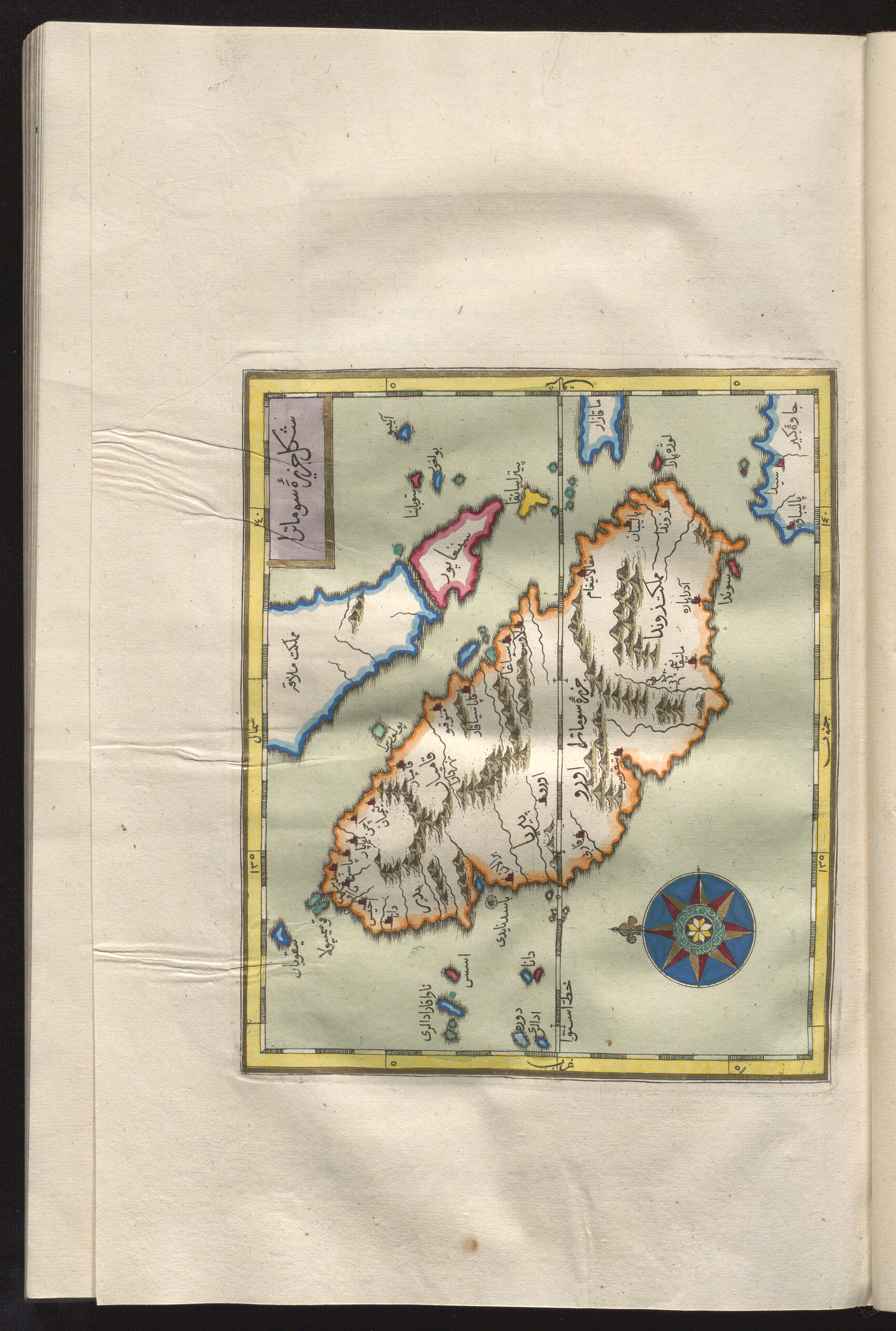
L'île de Sumatra.